# Études des femmes

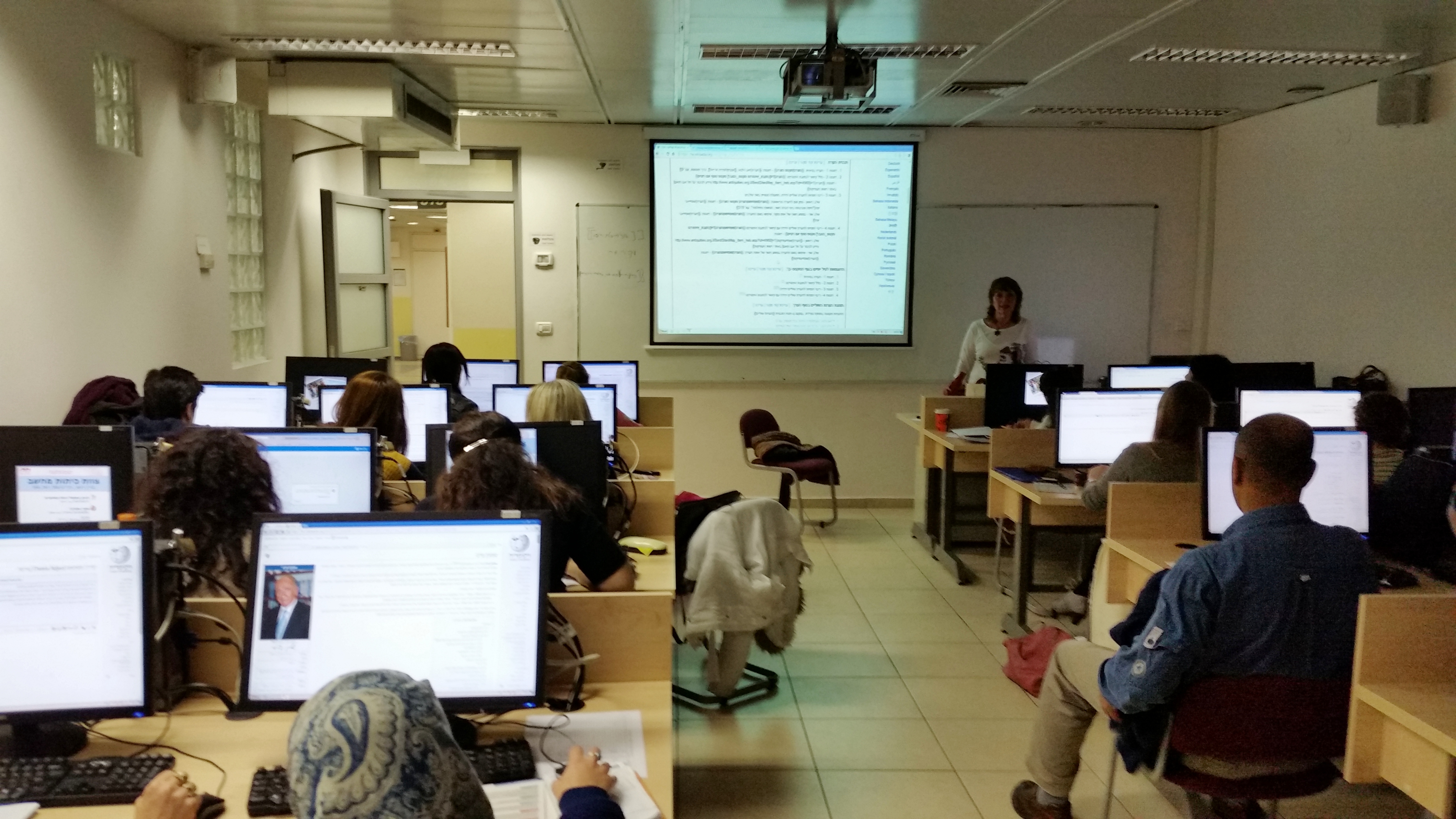
Des étudiants de master en études des femmes et du genre à l’université de Haïfa suivent une formation à la rédaction d’articles dans le cadre d’un projet de collaboration entre la faculté des sciences humaines de l’université de Haïfa et la fondation Wikipédia en hébreu.

Les études des femmes (en anglais : women's studies) forment un champ d'études interdisciplinaire qui explore la politique, la société, les médias et l'histoire depuis des perspectives féminines et/ou féministes. Les méthodologies populaires de ce champ d'études incluent l'analyse de discours intersubjectifs, l'intersectionnalité, le multiculturalisme, le féminisme transnational, l'auto-ethnographie et les pratiques en matière de lectures liées à la théorie critique, au post-structuralisme et à la théorie queer. Il comprend des recherches et des critiques des normes sociétales de genre, de race, de classe, de sexualité ainsi que de diverses inégalités sociales. Il est étroitement relié au champ plus large des études de genre.

## Histoire
Les études des femmes ont commencé à être étudiées en tant que discipline académique dans les universités américaines à la fin des années 1960.

## Publications scientifiques
- Psychology of Women Quarterly